# Histoire de Cali

Armes actuelles de la ville de Cali.

L'histoire de Cali inventorie, étudie et interprète l'ensemble des événements du passé liés à cette ville. Cali est l'une des plus anciennes villes de Colombie ainsi que du continent américain. Elle fut fondée le 25 juillet 1536 par le conquistador espagnol Sebastián de Belalcázar. Son nom officiel, Santiago de Cali, fut établi en fonction du saint du jour : saint Jacques (Santiago en espagnol) ainsi que d'une possible abréviation du nom de la tribu indienne de la région, les Calimas. Sa fondation a eu lieu seulement trois ans après celle de Carthagène des Indes (1533) par Pedro de Heredia et deux années avant celle de Santa Fe de Bogotá - actuellement Bogota - (1538) par Gonzalo Jiménez de Quesada.

## Époque précolombienne
La zone où se situent actuellement le département de Valle del Cauca et Cali attira divers peuples, dont la tribu des Calimas. Les Amérindiens vivant dans la région andine appartenaient à la famille caribéenne. Ils vivaient aux emplacements des actuelles municipalités de Roldanillo et de Cali. Le plus important peuplement se trouvait sur les rives du río Pescador, près des villes dénommées aujourd'hui Zarzal et Bugalagrande. Le peuple des Quimbayas occupait le nord du département de Valle del Cauca et de la future région colombienne productrice de café, Eje Cafetero.
Cali et, en général, la région andine de la côte Pacifique du département de Valle del Cauca constituent une zone d'un grand intérêt archéologique concernant l'époque précolombienne. Beaucoup de peuples amérindiens de cette région étant directement liés à la famille caribéenne, la probabilité d'anciennes incursions culturelles méso-américaines peut donc être envisagée.

## Conquête espagnole
Les conquêtes réalisées au Pérou encouragèrent les Espagnols, en quête de l'Eldorado, à poursuivre leur route vers le territoire de l'actuelle Colombie. Si la domination des tribus de langue quechua ne s'avéra pas trop ardue, celle des Amérindiens de ce même territoire fut plus difficile compte tenu de leur organisation politique en confédération. Dans leur avancée vers l'actuel département de Valle del Cauca, les Espagnols traversèrent la région où vivaient les Timbas. Ces derniers s'enfuirent, abandonnant leurs biens, butin facile pour les conquérants.
Poursuivant leur voyage vers le nord, les conquistadors parvinrent dans la région du cacique de Jamundí dont le peuple vivait entre les ríos Pance et Jamundí. Les Jamundiés, malgré leur courageuse résistance, furent mis en déroute. Restait le dernier maillon important de la région, constitué par le cacique Petecuy et son peuple vivant entre le río Lili et la cordillère Occidentale des Andes colombiennes. Le cacique et son peuple firent face aux envahisseurs avec une grande armée formée d'une confédération de tribus. La bataille finale et la victoire des conquistadors eurent lieu le mardi saint de l'année 1536.
Un métissage important s'ensuivit d'unions entre Espagnols et Amérindiennes, ainsi qu'avec les esclaves. Le fondateur de Cali, Sebastián de Belalcázar, donna lui-même l'exemple à ses hommes.
De Cali partirent de nouvelles expéditions vers le nord du río Cauca permettant la conquête de régions septentrionales des Andes de l'Amérique du Sud.

## Fondation de Cali

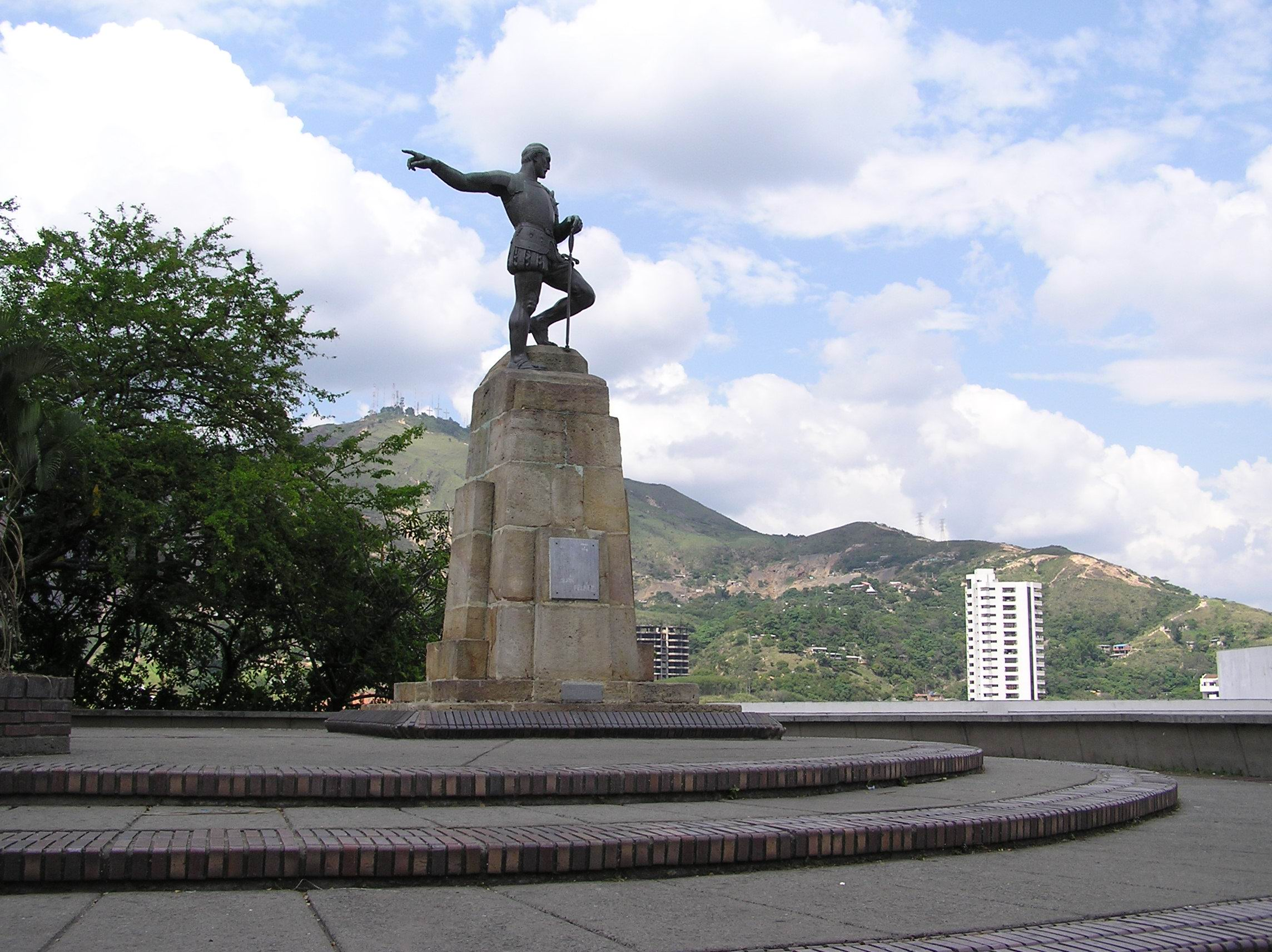
Statue de Sebastián de Belalcázar.

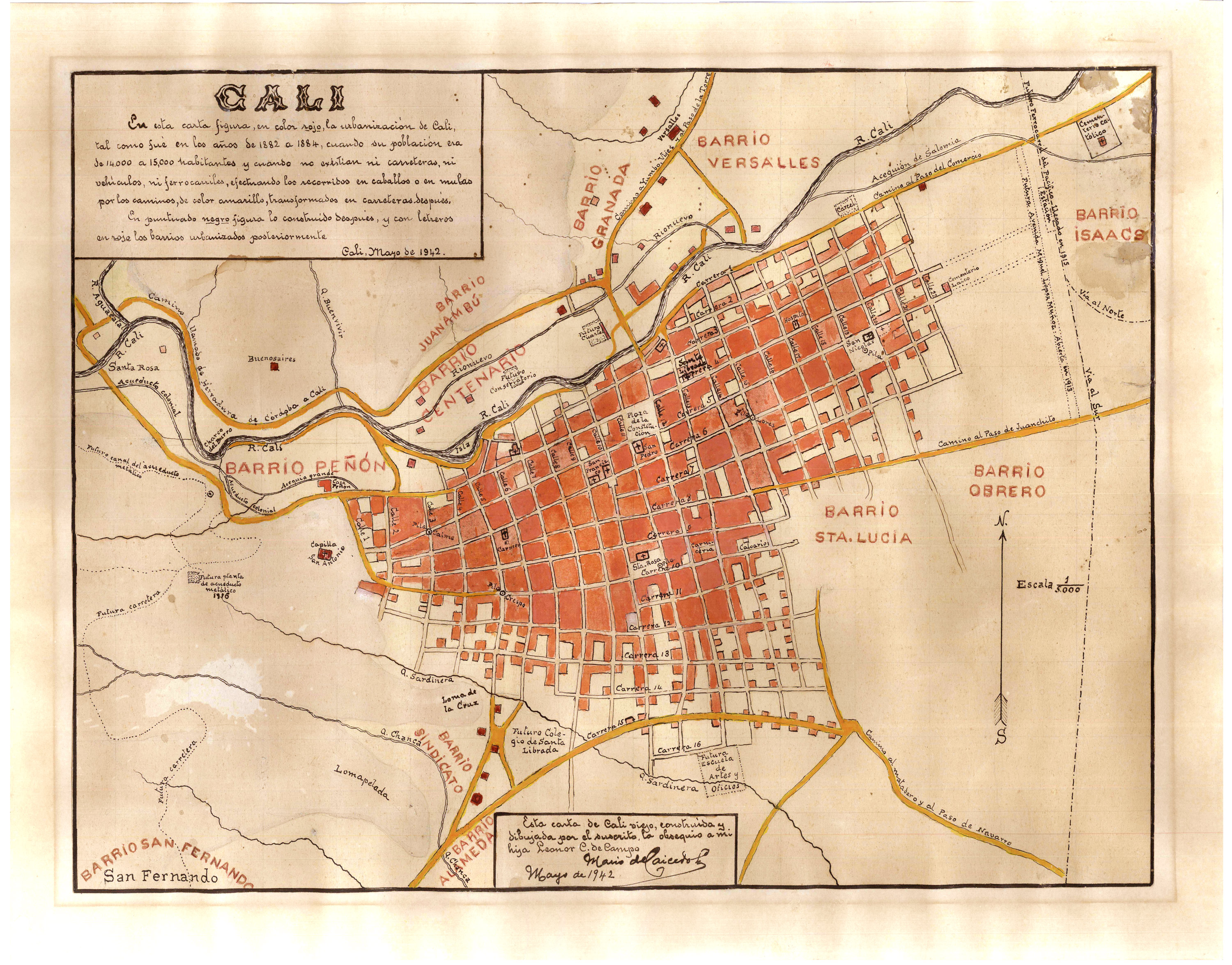
Carte de Cali en 1883

Le fondateur de Cali, Sebastián de Belalcázar, vint en Amérique en 1498, accompagnant Christophe Colomb durant son troisième voyage. Le 25 juillet 1536, Sebastián de Belalcázar fonda Santiago de Cali, initialement située au nord de sa position définitive. Puis le conquistador décida d'un nouvel emplacement pour la ville, soit le site actuel de Cali, et le chapelain, Frère Santos de Anasco, célébra une messe sur le lieu où est érigée, de nos jours, l'église de La Merced.
Pendant l'époque coloniale, Cali entra dans le gouvernorat de Popayán et bien qu'elle fût, à l'origine, la capitale de ce gouvernorat, ce titre fut attribué, en 1540, par Sebastián de Belalcázar à Popayán en raison de la douceur de son climat. Le gouvernorat de Popayán fit partie, en 1563, de la Real audiencia de Quito, ancienne division administrative de l'empire espagnol.
Jusqu'au XVIIIe siècle, des haciendas se répartissaient sur le territoire de Cali, qui n'était alors qu'une petite ville près du río Cali. En 1793, Cali comptait seulement 6 548 habitants dont 1 106 étaient des esclaves. Les haciendas appartenaient aux Espagnols, leurs terres étant destinées à l'élevage et aux plantations de canne à sucre. Plusieurs de ces domaines donnèrent leur nom aux quartiers actuels.
Cali occupait alors une position stratégique pour le commerce. Sa situation géographique devint importante pour la circulation entre les régions minières des départements d'Antioquia, de Chocó et de la ville de Popayán. Pendant la période coloniale fut tracée la première route entre Buenaventura et Cali.

## Indépendance

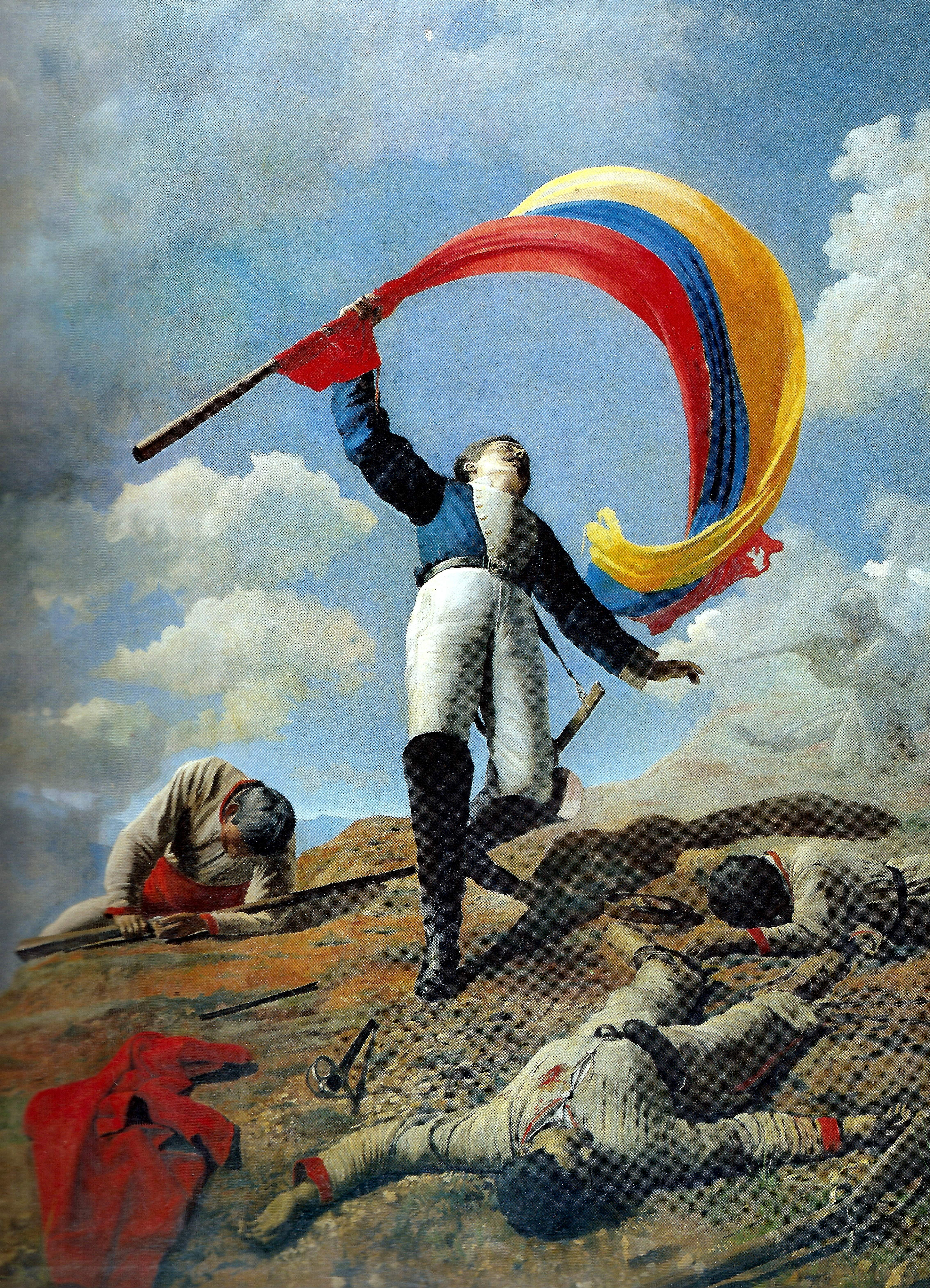
La Mort d'Atanasio Girardot (peinture de Cristóbal Rojas, 1883)

Le 3 juillet 1810, Santiago de Cali proclama son indépendance. Ce soulèvement se produisit dix-sept jours avant le « Cri de l'Indépendance » (en espagnol : Grito de Independencia) qui eut lieu à Santa Fe de Bogotá. Aussitôt, les indépendantistes sollicitèrent des appuis pour leur cause et, selon les traditions ancestrales des peuples amérindiens, formèrent les « villes amies de Valle del Cauca », réunissant Cali, Cartago, Toro, Buga (officiellement Guadalajara de Buga), Caloto et Anserma, ville de l'actuel département de Caldas, créé en 1905.
Le gouverneur de Popayán, Miguel Tacón y Rosique (es), leva une armée pour contrôler les soulèvements. Les patriotes de Cali firent appel au Conseil suprême de Bogotá (en espagnol : Junta Suprema de Bogotá), créé le 20 juillet 1810, qui envoya un contingent, commandé par le colonel Antonio Baraya, afin de soutenir la cause indépendantiste.
Le 28 mars 1811, lors de la bataille du Bajo Palacé, l'armée d'Antonio Baraya, avec l'aide d'Atanasio Girardot, mit en déroute les troupes royalistes. Le roi Ferdinand VII d'Espagne fit organiser une grande armée, sous le commandement du Pacificador Pablo Morillo, pour restaurer le pouvoir de la couronne espagnole.

## Simón Bolívar et le Passage des Andes - La Grande Colombie

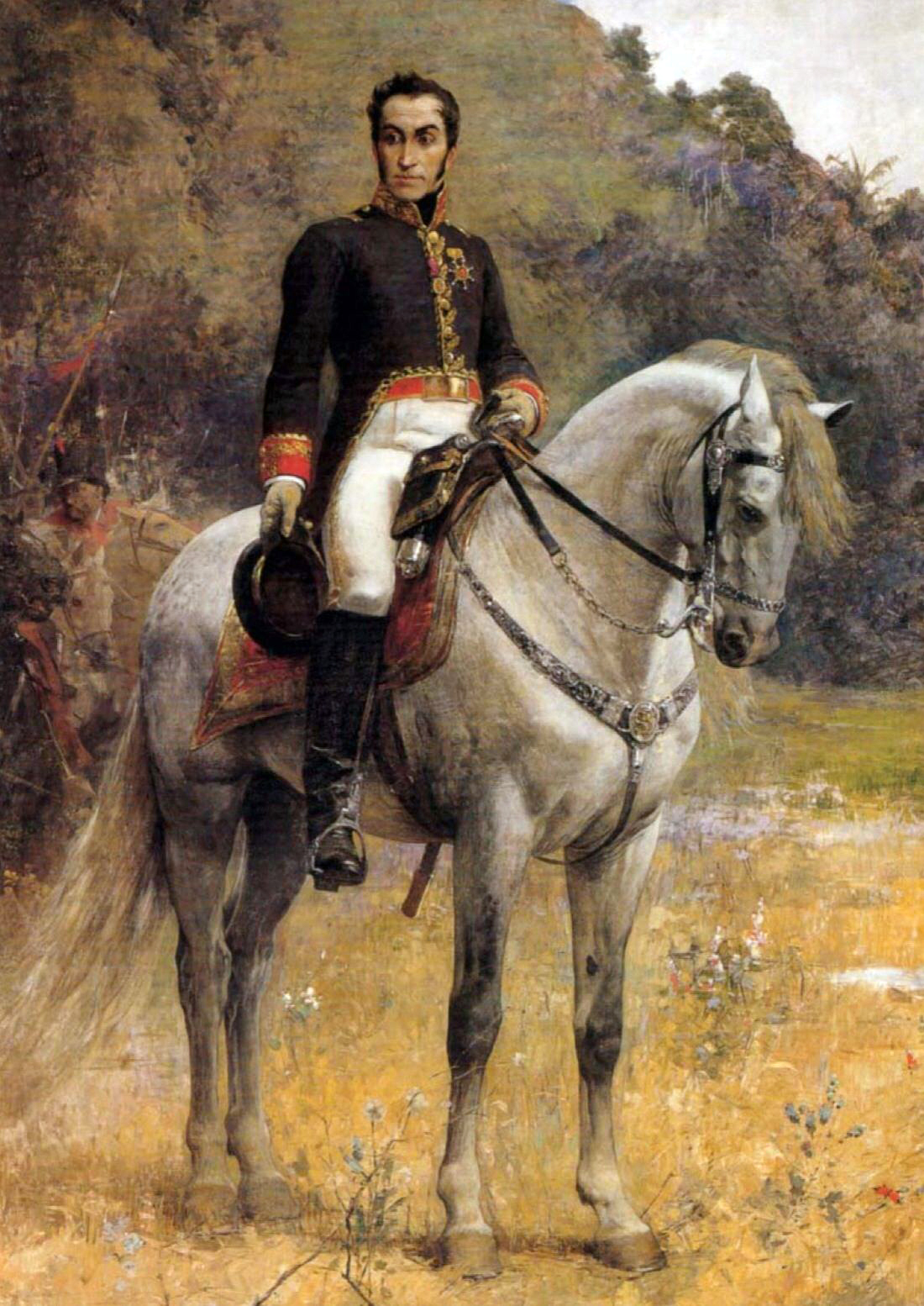
Simón Bolívar à cheval (peinture d'Arturo Michelena).

En 1819, le Libertador Simón Bolívar réalisa l'un de ses exploits les plus célèbres : le Passage des Andes. Lors de la bataille du Pantano de Vargas qui s'ensuivit, les troupes royalistes prirent la fuite. Un affrontement décisif eut lieu avec la bataille de Boyacá qui s'acheva par une grande victoire pour Simón Bolívar et l'armée révolutionnaire. De nouveaux soulèvements se succédèrent dans le Valle del Cauca et les créoles prirent définitivement le contrôle de la région. En 1822, le Libertador vint à Cali et fit de la ville un important centre d'opérations.
Simón Bolívar guerroyant, Francisco de Paula Santander prit le gouvernement de la Grande Colombie (nom donné à la République de Colombie de 1821 à 1831) dont Simón Bolívar et Francisco de Paula Santander étaient respectivement président et vice-président.
Après un deuxième voyage au Pérou, le Libertador revint, en 1829, à Cali où il fut accueilli par de grandes manifestations de joie.

## République de Nouvelle-Grenade
Au XIXe siècle, le développement de Cali fut retardé par l'état de guerre permanent ; Cali et le Valle del Cauca intervinrent dans la plupart des conflits. La Grande Colombie ayant été dissoute en 1831, la République de Nouvelle-Grenade (ancienne république formée par la Colombie, le Panama et la Côte des Mosquitos), dont Francisco de Paula Santander fut nommé président en 1832, donnait par sa Constitution leur autonomie aux provinces. Popayán, le Valle del Cauca et Chocó furent intégrés dans la République de Nouvelle-Grenade. Cali se vit rattachée à la province de Buenaventura.
Le successeur de Francisco de Paula Santander, José Ignacio de Márquez, dut faire face à des rébellions suscitées par José María Obando. Ce dernier incita les esclaves à la révolte dans le sud de Valle del Cauca, en 1841. Il forma une armée de guérilleros qui prit Cali et sema la terreur dans les territoires entre Cali et Popayán. En 1843, le général Eusebio Borrero eut pour tâche de contrôler les insurgés mais il échoua. Pedro Alcántara Herrán, le successeur de José Ignacio de Márquez, réussit à faire cesser les hostilités dans la région.

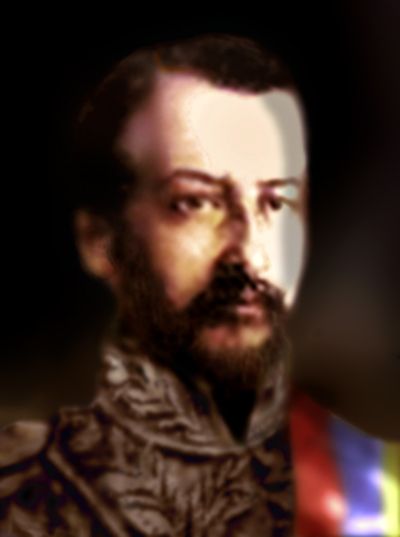
José Hilario López

Le premier mandat présidentiel, lors de la nouvelle constitution de 1845, du général Tomás Cipriano de Mosquera (qui fut président de la Colombie à quatre reprises) apporta la prospérité au pays. Pendant ce temps, Cali donna une impulsion à l'éducation avec des professeurs formés en Europe.
Les échos de la Révolution française de 1848 retentirent dans le pays. À Cali, de nombreux commerçants et propriétaires fonciers adhérèrent au Parti conservateur tandis que les classes moins favorisées se tournèrent vers le Parti libéral. En 1848, le canton de Cali fut divisé en secteurs paroissiaux : Cali, Caicedo, Jamundí, El Salado, Yumbo, Yotoco et Vijes.
En 1849, José Hilario López succéda à Tomás Cipriano de Mosquera. Il obtint l'abolition de l'esclavage. Mais, profitant d'un certain laxisme, des groupes de bandits se formèrent dans la région de Valle del Cauca engendrant le chaos et l'instabilité politique. Cette situation rendit impossible la reprise de l'activité économique.
En 1850, la construction d'une route entre Cali et Buenaventura fut mise en œuvre ce qui permit de sortir Cali de son isolement. En 1855, Manuel María Mallarino remplaça José María Obando, destitué par le Sénat. Le Valle del Cauca connut alors une période de calme relatif et l'économie prit un nouvel essor grâce à l'augmentation des exportations de tabac, de quinine, d'or et de café.

## Confédération grenadine
Lors de la Constitution de la Colombie de 1858, le pays fut renommé en Confédération grenadine. Mais plusieurs États n'acceptèrent pas l'intervention du gouvernement central dans leurs domaines de compétences. Ainsi se rebellèrent les États du Cauca, de Bolívar et de Magdalena. La guerre civile colombienne (1860-1862) vit s'affronter militairement les partis conservateur et libéral. La guerre civile causa d'importantes pertes économiques à Cali.
En 1861, le général Tomás Cipriano de Mosquera déclara la guerre au gouvernement de la Confédération grenadine. Cette dernière fut remplacée en 1863 par les États-Unis de Colombie.

## États-Unis de Colombie

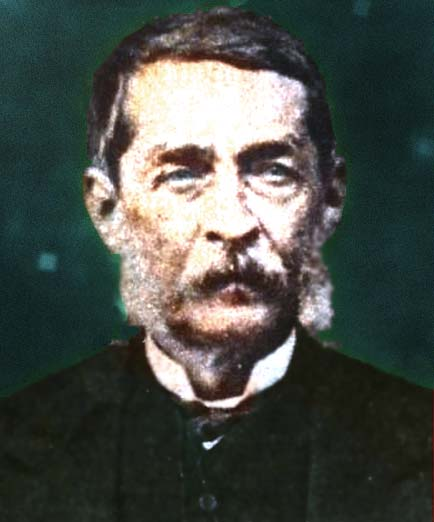
Manuel Murillo Toro.

En 1866, Tomás Cipriano de Mosquera fut élu une nouvelle fois à la présidence, mais ses méthodes dictatoriales engendrèrent des troubles dans les États. Le général Santos Acosta, président de l'État de Boyacá, fit prisonnier Tomás Cipriano de Mosquera, qui fut remplacé, en 1868, par Santos Gutiérrez. Pendant ce temps, les travaux de construction de la route menant de Cali à Buenaventura furent interrompus, provoquant ainsi du retard dans le développement économique de Cali et de la région.
En 1869 commença la mise en œuvre de la route entre Cali et Palmira. En 1870 débuta l'élaboration d'un aqueduc qui fut terminé trente ans plus tard. Sous la présidence de Manuel Murillo Toro (1872-1874) fut décidée la construction du Chemin de fer du Pacifique. Le télégraphe fit son entrée à Cali le 11 février 1873. L'économie de la région était en plein essor.
En 1875, la guerre civile et la crise qui s'ensuivit firent des ravages sur l'économie du département de Valle del Cauca. Le 24 décembre 1875, Cali fut prise et pillée par un groupe de bandits. Puis un fléau s'abattit sur la région qui vit ses cultures ruinées par une invasion de sauterelles. Une période de sécheresse précédant un hiver rigoureux finit d'anéantir l'agriculture et provoqua la famine.

## République de Colombie
La guerre civile éclata en 1885 aux États-Unis de Colombie sous la présidence de Rafael Núñez. Les villes de Cali et de Buenaventura, tombées aux mains des rebelles furent reprises par le général Juan Eleuterio Ulloa. Après la défaite des rebelles, Rafael Núñez établit la Constitution de 1886 qui donna naissance à la République de Colombie actuelle.
En 1887, le río Cauca vit naviguer des bateaux à vapeur. Mais le développement du pays et de Cali fut de nouveau paralysé par une guerre civile, la guerre des Mille Jours (en espagnol : la Guerra de los Mil Días), qui eut lieu du 17 octobre 1899 au 21 novembre 1902.

## Période contemporaine
Une description de ce qu'étaient le Valle del Cauca et Cali au XIXe siècle est relatée dans le roman María, œuvre notable du romantisme de la littérature colombienne et espagnole, de l'écrivain et poète Jorge Isaacs (1837 - 1895), né à Cali.
La ville n'a connu un véritable développement qu'à partir du XXe siècle, même si elle fut parmi les premiers villages à être fondés en Amérique. Après l'indépendance, Cali était une petite ville calme où résidaient principalement des propriétaires fonciers. Des raffineries de sucre se développèrent, mais jusqu'au début du XXe siècle Cali demeura une petite ville comparée à d'autres cités colombiennes politiquement et économiquement dépendantes de Popayán. En 1910, le nouveau département de Valle del Cauca fut créé ainsi que ceux de Vaupés, Caquetá, Chocó et Putumayo qui apportèrent au Cauca son extension actuelle.
L'électricité arriva à Cali le 26 octobre 1910. En 1911, avec 28 000 habitants, Cali devint la capitale du nouveau département de Valle del Cauca. À cette époque, le territoire fut cultivé de façon intensive et son avenir en tant que producteur agricole semblait assuré. Cependant, il n'existait pas de route reliant le Valle del Cauca au reste du pays et la région restait isolée. En 1912, s'établit la première entreprise (privée) de téléphone.

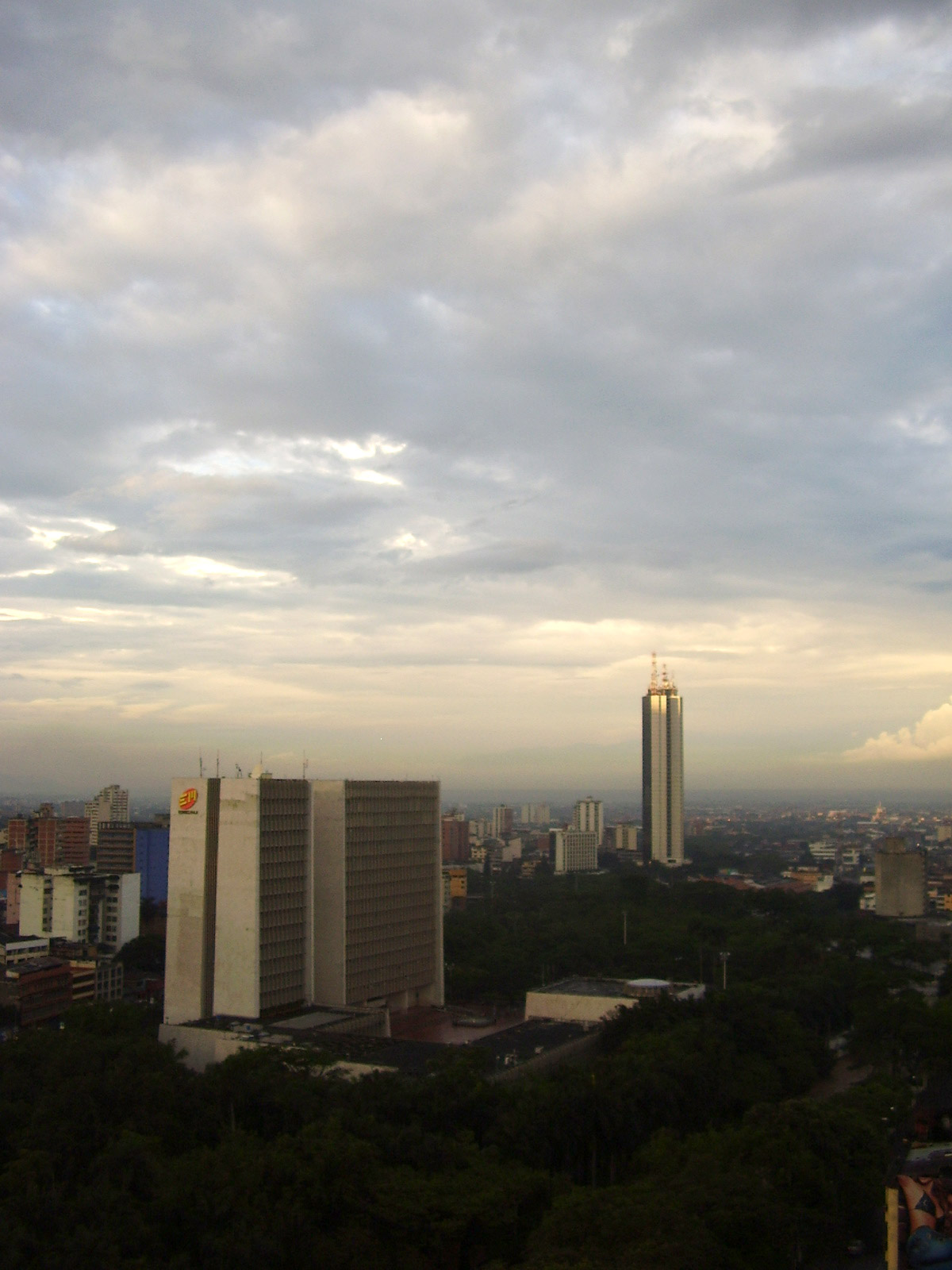
Siège social des Empresas Municipales de Cali.

L'ouverture du canal de Panama en 1914 puis l'arrivée du chemin de fer en 1915 permirent de briser l'isolement de Cali. Pendant les années 1930 fut mise en œuvre une route passant par la cordillère Centrale, l'une des trois branches de la Cordillère des Andes en Colombie, route reliant Cali à Bogota. Les travaux de construction d'une route menant à Buenaventura furent effectués entre 1926 et 1945. Cette infrastructure routière de base, la modernisation de l'industrie sucrière et la croissance des exportations de café par Buenaventura étaient essentielles pour le développement de la région.
En 1918, l'édification du Théâtre municipal de Cali tint une place importante sur le plan culturel.
En 1928, la ville comprenait les barrios San Antonio, El Centro, El Vallado, El Pueblo, La Loma de la Cruz et la Loma de las Mesas.
Jusqu'en 1930, les habitants de la ville éprouvèrent des difficultés pour leur approvisionnement en eau. Le 31 décembre 1930, après les quatorze années nécessitées par sa planification, le premier aqueduc moderne de la ville fut inauguré. Seulement un an plus tard furent créées les Empresas Municipales de Cali (en français : Entreprises municipales de Cali), EMCALI, qui prirent le contrôle des services de l'eau, des places de marché, des abattoirs, des eaux usées et autres services publics. En 1940, EMCALI était en passe de devenir l'une des entreprises les plus importantes de la région et du pays.
En 1948 fut créé le Bureau municipal de valorisation, gestionnaire du financement des travaux publics. Dans les années 1950, Cali, qui comptait alors environ 284 000 habitants, s'engagea pleinement dans un plan d'industrialisation grâce à des capitaux étrangers. En 1954, la Corporation autonome régionale du Valle del Cauca (CVC) vit le jour. Il s'agit d'une entité de l'État d'une grande importance qui, depuis sa création, a stimulé et dirigé le développement économique et social du río Cauca.
Une page sombre de l'histoire de Cali : le 7 août 1956, 1 100 personnes moururent dans l'explosion de sept camions transportant des explosifs pour l'armée et stationnant inconsidérément au milieu de la zone urbaine.
En 1966, l'entreprise de services divers EMSIRVA fut créée et chargée du nettoyage des rues, de la collecte des ordures, de l'entretien des abattoirs et des espaces publics. La même année, l'Institut du Logement de Cali (INVICALI) était créé et avait en charge le logement social ainsi que la résolution des problèmes des bidonvilles.
L'organisation, à Cali, des Jeux panaméricains de 1971 engendra des travaux de développement et d'embellissement des espaces publics. Une grande partie de l'infrastructure sportive de la ville date de cette époque.
En 1974 fut terminée la Centrale de Transports de Cali. Elle fut inaugurée par le président Misael Pastrana. Cette Centrale de transports, essentielle pour une ville de la taille de Cali, apporta de sérieuses améliorations à l'organisation de la circulation automobile dans le centre.
Pendant les années 1970, 1980 et jusqu'en 1995, Cali fut plongée dans l'un des chapitres les plus sombres de l'histoire de la Colombie : la guerre des narcotrafiquants. Le cartel de Cali et le cartel de Medellín se confrontèrent lors d'attaques ciblées et violentes dans les rues de Cali. Le développement et l'image de la ville en furent détériorés.
Malgré une crise profonde due au ralentissement économique national et à sa croissance urbaine qui place Cali en troisième position en Colombie, après Bogota et Medellín, la ville, héritière d'une histoire ancienne empreinte d'importants défis, avec sa position géopolitique stratégique, ses projets de développement et son excellente infrastructure, offre de grandes perspectives au début du XXIe siècle.